# Sari van Veenendaal
Sari van Veenendaal, née le 3 avril 1990 à Nieuwegein (Pays-Bas), est une ancienne joueuse de football internationale néerlandaise. Elle a été la capitaine des Pays-Bas et a notamment remporté le Championnat d'Europe avec son pays en 2017.

## Biographie
Après des débuts dans le championnat néerlandais, notamment à Twente où elle joue plus de 100 matchs, elle part en Angleterre à Arsenal, avec la lourde tâche de remplacer Emma Byrne, légende du club. Après avoir été numéro 1, elle perd sa place et rejoint l'Atletico de Madrid, après 4 saisons passées en Angleterre. 
Après seulement une saison en Espagne où elle doit partager son temps de jeu avec Lola Gallardo, elle rejoint son pays d'origine et signe au PSV Eindhoven.
Elle fait partie de l'équipe néerlandaise qui remporte l'Euro en 2017 aux Pays-Bas, une première pour le pays, et qui devient vice-championne du monde en 2019 après une défaite en finale contre les Etats-Unis. Elle remporte cette année-là le Gant d'or de meilleur gardienne de la compétition et le trophée The Best de meilleure gardienne par la FIFA.
Lors du Championnat d'Europe 2022 en Angleterre, elle se blesse à une épaule pendant son premier match de la compétition après un choc avec une autre joueuse dans la première demi-heure de jeu. Elle doit quitter le terrain, puis abandonner le tournoi. Ce sera son dernier match professionnel. Elle annonce la fin de sa carrière, par choix, quelques semaines plus tard à seulement 32 ans.

## Palmarès
- BeNe Ligue (1) : 2013
- Championne des Pays-Bas (2) : 2011 - 2013
- Coupe des Pays-Bas (1) : 2010
- Doublé BeNe Ligue-Championnat des Pays-Bas (1) : 2013
- Coupe d'Angleterre (1) : 2016
- Championnat d'Europe (1) : 2017
- FA WSL 1 en 2019.

### Distinctions personnelles
- Gant d'or de la Coupe du monde féminine de football 2019
- The Best, Gardienne de but de la FIFA 2019
- Nommée dans l'équipe type de la FIFA FIFPro Women's World11 en 2019.